# Veiligheidsregio Zeeland

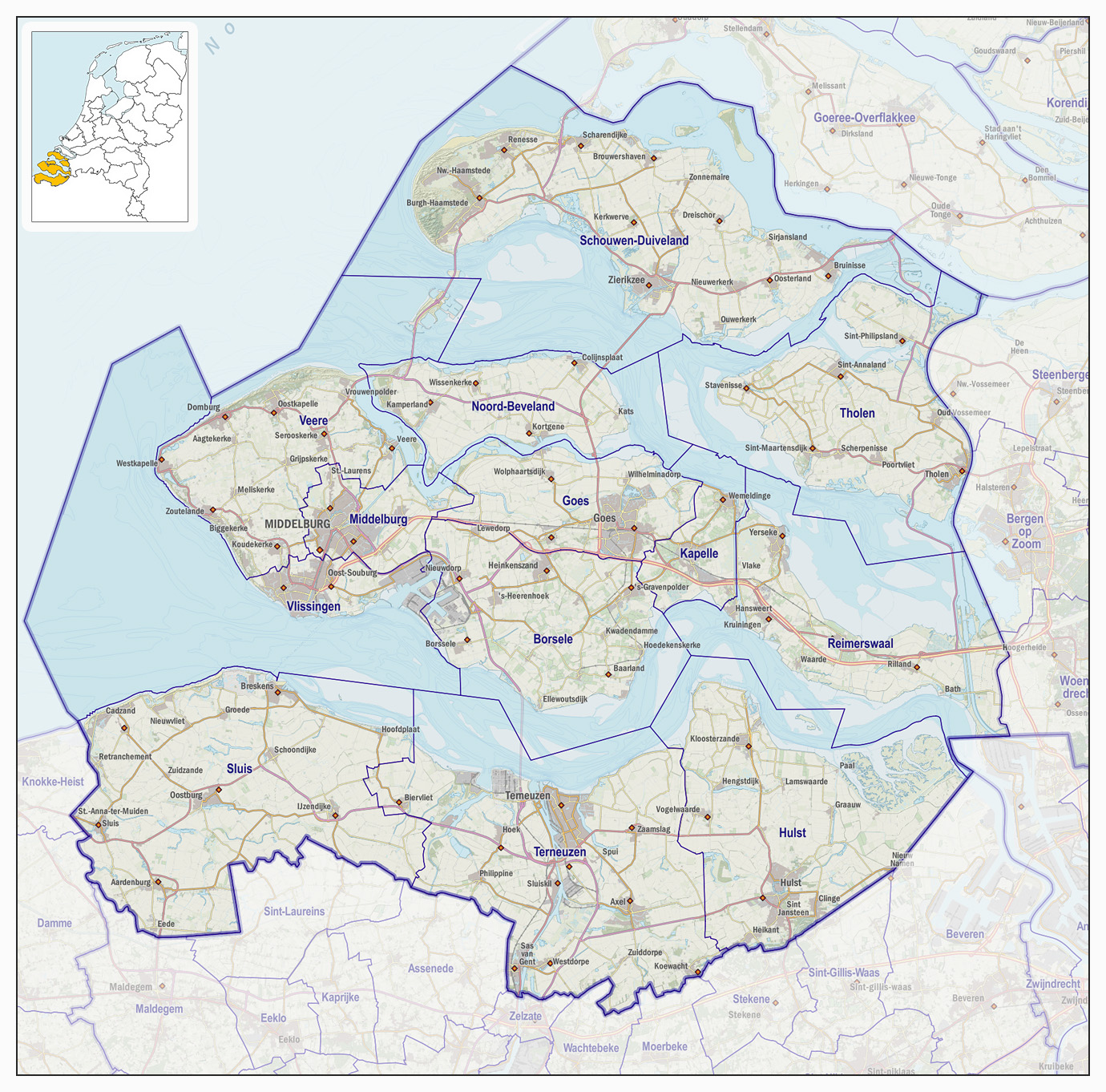
Veiligheidsregio Zeeland, impressie van het landschap en indeling van gemeenten (2017)

Veiligheidsregio Zeeland is een veiligheidsregio met dezelfde grenzen als de provincie Zeeland.

## Regioprofiel
- Inwoners: 380.935 (2013, CBS)
- Landoppervlakte: 1.788 km²
- Met 1.146 km² aan water is de economie (zowel industrieel als toeristisch) er in belangrijke mate afhankelijk van.
- De regio kenmerkt zich door veel bruggen, dammen, kanalen, havens, en drie tunnels (Westerscheldetunnel, Vlaketunnel en Sluiskiltunnel).
- In de zomer toerisme aan de Zeeuwse stranden.
- De regio heeft relatief weinig inwoners maar tegelijkertijd een relatief hoog risicoprofiel, met de kerncentrale, het scheepvaartverkeer van en naar Antwerpen, de Oosterscheldekering, de chemische industrie in het Vlissingen-Oost en bij Terneuzen en de Westerscheldetunnel.

## Risico's

### Terrein
- Veel BRZO (Besluit Risico's Zware Ongevallen 2015) locaties in Vlissingen-Oost (incl. de Kerncentrale Borssele) en op het chemische industriegebied ten westen van Terneuzen en langs het Kanaal richting Gent.
- Belangrijke stukken land liggen beneden zeeniveau. Zeeland kent een complex systeem aan dijken.
- De duinenrand is op bepaalde plaatsen (Zuid-Walcheren, Zeeuws-Vlaanderen) dun en vereist veel onderhoud (opspuiting van zand).

### Infrastructuur
- Vervoer van gevaarlijke stoffen over de snelweg A58, met name van en naar Vlissingen-Oost en Terneuzen. Vervoer van gevaarlijke stoffen van en naar Antwerpen.
- Vervoer van gevaarlijke stoffen over de spoorwegen, met name van en naar Vlissingen-Oost, maar ook van en naar Gent (België).
- Vervoer van gevaarlijke stoffen over de Westerschelde (van en naar Antwerpen) en over het Schelde-Rijnkanaal (doorgaande vaarroute van Rotterdam naar Antwerpen v.v.).
- Met name bij de Boulevard van Vlissingen komen schepen met gevaarlijke stoffen dicht bij bewoond gebied evenals bij Terneuzen.
- Door de geïsoleerde ligging van eilanden zoals Schouwen-Duiveland hebben hulpverleningsdiensten soms moeite om aanrijtijden te halen.
- De weg over de Stormvloedkering (Deltawerken) kan bij ruw weer risico's opleveren voor transport.

### Sociaal-fysiek
- Grote aantallen binnenlandse en buitenlandse toeristen in de zomer aan de kust, dit kan bij warmte en drukte risico's opleveren voor de openbare orde en veiligheid.
- Toeristische attractie "Neeltje Jans" op de Deltawerken kan bij warmte en drukte risico's opleveren voor openbare orde en veiligheid.
- Kleinere attracties "Het Arsenaal" in Vlissingen en "Mini Mundi" in Middelburg.

## Instanties
- Brandweer
- GHOR: Gevestigd in Middelburg.
- Ambulance: Regionale Ambulancevoorziening Zeeland.
- Gemeenten: 13.
  - In deze regio zijn geen gemeentelijke herindelingen meer te verwachten.
  - Voorzitter van de Veiligheidsregio: Erik van Merrienboer, burgemeester van Terneuzen.
- Provincie: Deze veiligheidsregio valt samen met de grenzen van de provincie Zeeland
- Politie
- Justitie: Rechtbank te Middelburg.
- Waterschappen: 1 (Scheldestromen)
- Drinkwater: Wordt in deze regio verzorgd door Evides.
- Rijkswaterstaat
- Ziekenhuizen: Ziekenhuizen met Klinische faciliteiten in Goes, Middelburg, Vlissingen, Terneuzen, Oostburg, en Zierikzee.
- Defensie
- Reddingsbrigade Westerschouwen, Domburg, Ouddorp, van Dixhoornbrigade in Middelburg, Goes & Zierikzee Duiveland[1]
  - Op de stranden van de gemeenten Veere, Vlissingen en Sluis wordt de strandwacht gedaan door de privaatbedrijven Stichting Strandexploitatie Veere voor de gemeenten Veere en Vlissingen & RSG Safety voor de gemeente Sluis. Bij deze laatste wordt soms samengewerkt met de reddingsdienst in Knokke-Heist.
- KNRM: reddingstations Breskens, Cadzand, Ouddorp, Hansweert, Neeltje Jans, Veere en Westkapelle
- Energiesector. Het elektriciteitsnet wordt in deze regio beheerd door Delta Nuts.